# Ватрашев
Ватрашев (пол. Watraszew) — село в Польщі, у гміні Хинув Груєцького повіту Мазовецького воєводства.
Населення — 224 особи (2011).
У 1975-1998 роках село належало до Радомського воєводства.

## Демографія
Демографічна структура станом на 31 березня 2011 року:
|          | Загалом | Допрацездатний вік | Працездатний вік | Постпрацездатний вік |
| -------- | ------- | ------------------ | ---------------- | -------------------- |
| Чоловіки | 117     | 21                 | 88               | 8                    |
| Жінки    | 107     | 14                 | 69               | 24                   |
| Разом    | 224     | 35                 | 157              | 32                   |